# حمام لکان
حمام لکان مربوط به دوره قاجار است و در شهرستان خمین، بخش کمره، دهستان خرمدشت، روستای لکان واقع شده‌است. این حمام در شرق روستای لکان واقع شده که حدود سه متر، ازسطح زمین گود است. علت گودی آن آب پذیری و هدر نرفتن گرما حمام است. مساحت کلی حمام حدود ۳۵۰ متر مربع است و جمعیت مورد پذیرش آن در یک زمان واحد حدود۲۰ نفر است. حمام لکان در تاریخ ۲۰ اسفند ۱۳۸۵ با شمارهٔ ثبت ۱۸۰۲۸ به‌عنوان یکی از آثار ملی ایران به ثبت رسیده است.